# Christophe Lemaitre
Christophe Lemaitre (født 11. juni 1990 i Annecy, Frankrig) er en fransk atletikudøver (sprinter).
Lemaitre blev den 9. juli 2010 den første mand af europæisk afstamning til at løbe 100 meter på under 10.00 sekunder, da han vandt de franske mesterskaber i tiden 9,98 sekunder. Tidligere har Marian Voronin fra Polen løbet i tiden 9.992 sekunder, men den tid blev rundet op til 10,00.
Lemaitre vandt i 2008 juniorverdensmesterskabet på 200 meter-distancen. I 2009 blev han junioreuropamester på 100 meter.

## Personlige rekorder
| Distance  | Tid   | Vind     | Sted, dato              | Note          |  |
| --------- | ----- | -------- | ----------------------- | ------------- |  |
| 100 meter | 9,98  | +1,3 m/s | Valence, 9. juli 2010   | Fransk rekord |  |
| 200 meter | 20,56 | -1,8 m/s | Marseille, 5. juni 2010 |               |  |